# Alma Juventus Fano 1906
Alma Juventus Fano 1906 je italský fotbalový klub hrající v sezóně 2020/21 ve 3. italské fotbalové lize sídlící ve městě Fano v regionu Marche.
Klub byl založen v roce 1906 jako  Società Ginnastica Alma Juventus Fano věnována především atletice a gymnastice. Až v roce 1915 se zrodil fotbalový klub. Až v roce 1924 se klub připojil do federace a mohl tak hrát fotbalové soutěže. Klub získal více proslulosti v roce 1935 když hrál třetí ligu a dostal se do šestnáctifinále italského poháru, kde jej vyřadil klub AC Milán. Ve třetí lize hráli až do roku 1948.
Do třetí ligy se klub vrátil až v sezoně 1976/77. Posléze od sezony 1992/93 do 2015/16 pendlovali mezi čtvrtou a patou ligou.
Nejlepšího umístění ve třetí lize bylo 3. místo v sezoně 1980/81.

## Změny názvu klubu
- 1915/16 – 1918/19 – Alma Juventus Fano FC (Alma Juventus Fano Football Club)
- 1919/20 – 1926/27 – AP Alma Juventus (Società Polisportiva Alma Juventus)
- 1927/28 – 1944/45 – SP del Littorio Alma Juventus Fano (Società Polisportiva del Littorio Alma Juventus Fano)
- 1945/46 – 1973/74 – SP Alma Juventus Fano (Società Polisportiva Alma Juventus Fano)
- 1974/75 – 1979/80 – AC Fano Alma Juventus (Associazione Calcio Fano Alma Juventus)
- 1980/81 – 2005/06 – Fano Calcio (Fano Calcio)
- 2006/07 – 2008/09 – Fano Calcio SSD (Fano Calcio Società Sportiva Dilettantistica)
- 2009/10 – Alma Juventus Fano 1906 (Alma Juventus Fano 1906)

## Získané trofeje

### Vyhrané domácí soutěže
- 4. italská liga (3×)

1975/76, 1978/79, 1989/90

## Účast v ligách
| Úroveň soutěže | Název soutěže (nynější název) | První hraná sezona | Poslední hraná sezona | celkem odehraných sezon |
| -------------- | ----------------------------- | ------------------ | --------------------- | ----------------------- |
| 3              | Serie C                       | 1932/33            | 2020/21               | 31                      |
| 4              | Serie D                       | 1929/30            | 2015/16               | 42                      |
| 5              | Eccellenza                    | 1957/58            | 2013/14               | 9                       |

## Fotbalisté

### Známí hráči v klubu
- Angelo Palombo – (1998/99) reprezentant  medailista z ME 21 2004 a OH 2004
- Max Tonetto – (1993/94) reprezentant
- Massimiliano Vieri – (1998/99) reprezentant  medailista z OPN 2004